# W krzywym zwierciadle: Wakacje w Vegas
W krzywym zwierciadle: Wakacje w Vegas (tytuł oryg. Vegas Vacation) – amerykańska komedia z 1997 roku w reżyserii Stephena Kesslera.

## Fabuła
Clark Griswold (Chevy Chase) wraz z rodziną wybierają się do stolicy hazardu – Las Vegas, aby ulżyć niedoli finansowej kuzynowi Eddiemu (Randy Quaid).

## Obsada
- Chevy Chase – Clark Wilson Griswold
- Beverly D’Angelo – Ellen Griswold
- Randy Quaid – kuzyn Eddie
- Ethan Embry – Russell „Rusty” Griswold
- Marisol Nichols – Audrey Griswold
- Miriam Flynn – kuzynka Catherine
- Shae D'Lyn – kuzynka Vicki
- Wallace Shawn – Marty
- Sid Caesar – pan Ellis
- Jerry Weintraub – Jilly